# Enrico Canfari
Enrico Francesco Pio Canfari (né le 16 avril 1877 à Gênes, dans le Piémont et mort le 22 octobre 1915 à Monte San Michele) est un joueur et dirigeant italien de football. 
Il est notamment célèbre pour être, avec son frère cadet Eugenio, l'un des créateurs du club de football italien de la Juventus.
Il a joué en club à la Juventus ainsi qu'à l'AC Milan.

## Biographie
« L'âme juventina est une manière complexe de sentir, un mélange de sentiments, d'éducation, de bohème, de joie et d'affection, de foi à notre volonté d'exister et de continuellement nous améliorer. »

— Enrico Canfari
Nés à Gênes en Ligurie, Enrico et son frère cadet Eugenio Canfari, lycéens à Turin au Liceo Massimo d'Azeglio, pratiquaient déjà très jeune le sport, dont le cyclisme, la gymnastique ou encore le football (leur père était propriétaire d'un magasin-atelier de vente et réparation de bicyclettes au 42 Corso Re Umberto, situé à 100 mètres de leur lycée).
Enrico Canfari est l'un des treize lycéens avec son frère aîné Eugenio qui fondent le 1er novembre 1897 le club piémontais de la Juventus Football Club (fondé sous le nom de « Sport Club Juventus »), club pour lequel il évolua en tant qu'attaquant de sa création à 1901, et fut en même temps le second président du club entre 1898 et 1901, succédant à son frère Eugenio. Son premier match juventino a lieu le 11 mars 1900 lors d'une défaite 1-0 contre le FBC Torinese. Sa dernière rencontre, elle, a lieu le 20 avril 1903 lors d'une défaite 3 à 0 contre le Genoa.
Il quitte ensuite la Juve pour rejoindre les milanais du Milan AC. Il reste dans l'équipe lombarde jusqu'en 1904, remportant le scudetto de 1901.
Au Milan, il joue son premier match le 6 mars 1904 lors d'une victoire 1-0 sur l'Andrea Doria, et joue sa dernière rencontre le 20 mars 1904 lors d'une défaite 3 buts à 0 contre la Juventus.
Au cours de la saison 1913-14, il devient arbitre mais surtout le vice-président du Milan, en secondant Piero Pirelli.
Le 26 décembre 1915 est publiée sa biographie (rédigée en 1914 dans un exemplaire du Hurrà Juventus, magazine créé la même année exclusivement destiné au club. Ce texte est, jusqu'à aujourd'hui, l'unique trace écrite des origines du club bianconero.
Lauréat en Chimie, il meurt en tant que capitaine d'infanterie durant la guerre de 1914-1918 pendant la troisième bataille de l'Isonzo, à l'âge de 38 ans.

## Palmarès
Juventus
- Championnat d'Italie :
  - Vice-champion : 1903.

## Carrière
| Club                                       | Saison      | Championnat         | Championnat | Championnat | Total  | Total |
| Club                                       | Saison      | Compétition         | Matchs      | Buts        | Matchs | Buts  |
| ------------------------------------------ | ----------- | ------------------- | ----------- | ----------- | ------ | ----- |
| Foot-Ball Club Juventus ( Italie)          | 1900        | Campionato Federale | 2           | 0           | 2      | 0     |
| Foot-Ball Club Juventus ( Italie)          | 1901        | Campionato Federale | 1           | 0           | 1      | 0     |
| Foot-Ball Club Juventus ( Italie)          | 1902        | Campionato Federale | 3           | 0           | 3      | 0     |
| Foot-Ball Club Juventus ( Italie)          | 1903        | Campionato Federale | 5           | 0           | 5      | 0     |
|                                            | Total Juve  | -                   | 11          | 0           | 11     | 0     |
| Milan Foot-Ball and Cricket Club ( Italie) | 1904        | Prima Categoria     | 3           | 0           | 3      | 0     |
|                                            | Total Milan |                     | 3           | 0           | 3      | 0     |
| Total carrière                             |             |                     | 14          | 0           | 14     | 0     |